# Apollodoros z Aten (historyk)
Apollodoros z Aten (gr. Ἀπολλόδωρος ὁ Ἀθηναῖος, Apollodoros ho Ahenaios, ur. około 180 p.n.e., zm. około 109 p.n.e.) – filolog, geograf i kronikarz grecki.
Karierę naukową rozpoczął w Atenach, w których studiował pod kierunkiem Diogenesa z Seleucji. Po wyjeździe Diogenesa do Rzymu w 156 p.n.e., Apollodoros udał się do Aleksandrii, by studiować u ówczesnego kierownika Biblioteki Aleksandryjskiej – Arystarcha z Samotraki. Po roku 145 p.n.e., kiedy Ptolemeusz VIII Fyskon wygnał z Aleksandrii wszystkich uczonych z muzeum i biblioteki, Apollodoros udał się początkowo na Cypr, następnie do Pergamonu, gdzie przebywał kilkanaście lat, wreszcie dotarł do Aten.
Jego głównym dziełem były zaginione Chronika (Χρονικά) – wzorowany na chronologicznych badaniach Eratostenesa z Cyreny zarys dziejów cywilizacji greckiej od wojny trojańskiej (którą za Eratostenesem datował na 1184 p.n.e.) do roku 144 p.n.e. Dzieło pisane było trymetrem jambicznym i zestawiało synchronicznie daty wydarzeń historycznych i kluczowe momenty życia ważnych postaci. W biografii tych osób Apollodoros wyróżniał trzy momenty: urodzenia, śmierci i akme - okres szczytowego rozwoju zdolności i władz umysłowych danej postaci, którą ustalał na 40 lat
Jego filologiczne zainteresowania ogniskowały się wokół dzieł Homera. W pracy Peri neon katalogu (Περὶ νηῶν καταλόγου; O katalogu okrętów) dał komentarz do tzw. katalogu okrętów z II księgi Iliady. W liczącej 24 księgi pracy Peri theon (Περὶ θεῶν; O bogach) odnosił się do homeryckiego panteonu, dając pierwszy grecki traktat filologiczno-teologiczny. Inne dzieła Apollodorosa to: Ges periodos (Γῆς περίοδος; Opis ziemi) i (przypisywane) Bibliotheke (Βιβλιοθήκη, Biblioteka).